# 加彭上鱂
加彭上鱂，為輻鰭魚綱鯉齒目鰕鱂亞目鰕鱂科的其中一種，為熱帶淡水魚，分布於非洲加彭與赤道幾內亞淡水流域，體長可達5公分，棲息在流動快速、沙底質溪流底中層水域，生活習性不明，可作為觀賞魚。

## 擴展閱讀
維基物種上的相關：加彭上鱂